# 音が出たら負け
『SILENT GAME 音が出たら負け』（サイレント ゲーム おとがでたらまけ 英名：Mute it!）は、日本テレビで放送されているゲームバラエティ番組である。
2024年8月19日、約3年半ぶりに新作（第5弾）が放送予定。

## 概要
様々な音が鳴りやすい障害に対し少しでも音を鳴らしたら「負け（失格）」となるゲームバラエティ。
全部で4つのステージをクリアし、盗まれた設楽の宝物（日村の人形）奪還を目指す。

## 出演者
MC
- バナナマン（設楽統・日村勇紀）

進行
- 尾崎里紗（日本テレビアナウンサー）

## 放送リスト
- 太字は完全制覇者を表す。

| 放送回数 | 放送日         | 曜日   | 時間          | チャレンジャー | 備考                 | ネット状況                                         |
| -------- | -------------- | ------ | ------------- | --- | -------------------- | -------------------------------------------------- |
| 1        | 2019年11月23日 | 土曜日 | 13:30 - 14:00 | 田中樹（SixTONES） 河北麻友子 鈴木福 しゅんしゅんクリニックP 杉浦太陽 RENA たける（東京ホテイソン） 川田裕美 | サタデーネクスト枠   | 関東ローカル                                       |
| 2        | 2020年03月11日 | 水曜日 | 19:00 - 20:54 | 出川哲朗 滝沢カレン 城田優 佐藤栞里 武尊 宮﨑大輔 横田龍儀 加藤一二三 後藤拓実（四千頭身） どぶろっく（江口直人・森慎太郎） 草薙航基（宮下草薙） 大橋彩香 ンダホ（フィッシャーズ） 末吉9太郎（CUBERS） NMB48（吉田朱里・渋谷凪咲・梅山恋和） しゅんしゅんクリニックP 池田レイラ（完熟フレッシュ） ほか | 初のゴールデンタイム | 全国ネット                                         |
| 3        | 2020年08月14日 | 金曜日 | 19:00 - 20:54 | 出川哲朗 滝沢カレン 劇団ひとり カズレーザー（メイプル超合金） はじめしゃちょー 森 泉 松丸亮吾 乃木坂46（山下美月・梅澤美波） ぺこぱ（シュウペイ・松陰寺太勇） 四千頭身（都築拓紀・石橋遼大・後藤拓実） 村上佳菜子 中澤佑二 丸山桂里奈 NMB48（吉田朱里・山本彩加） 小野賢章 加藤将 ねお 末吉9太郎（CUBERS） しゅんしゅんクリニックP きつね（淡路幸誠・大津広次） 鬼越トマホーク（金ちゃん・坂井良多） ハリウリサ ジャッキーちゃん ほか                                                                    | ゴールデンタイム     | 19:56まではローカルセールスで、 20時台は全国ネット |
| 4        | 2021年02月10日 | 水曜日 | 19:00 - 20:54 | 北山宏光（Kis-My-Ft2） 佐藤勝利（Sexy Zone） 賀屋壮也（かが屋） 空気階段（鈴木もぐら・水川かたまり） 佐藤栞里 滝沢カレン はじめしゃちょー 樽美酒研二（ゴールデンボンバー） 宮下草薙（宮下兼史鷹・草薙航基） 四千頭身（都築拓紀・石橋遼大・後藤拓実） 斉藤慎二（ジャングルポケット） 生見愛瑠 松丸亮吾 タナカガ（パパラピーズ） 本並健治 丸山桂里奈 とにかく明るい安村 和田雅成 石川界人 なえなの NMB48（白間美瑠・塩月希依音） アイクぬわら（超新塾） 河口こうへい 山﨑玲奈 しゅんしゅんクリニックP ほか | ゴールデンタイム     | 全国ネット                                         |
| 5        | 2024年08月19日 | 月曜日 | 20:00 - 21:54 | | ゴールデンタイム     | 全国ネット                                         |

## ルール・ステージ
チャレンジャーは制限時間内に各ステージを走破していく。ただし、障害物として鈴やビン、鉄板など音が鳴りやすい物が敷き詰められており、ステージ内で発した音量が50デシベル（図書館の静けさ程度）を超えてしまった時点で即失格となる。また、タイムオーバーやコースアウトも失格となる。第2回以降では失格になると各ステージの番人｢オトマーケ｣(チャレンジャーが挑戦中の時は椅子に座ったまま眠っている)が目を覚まし、すぐさまチャレンジャーに炭酸ガスを噴射する。各ステージのクリア条件を満たせれば次のステージに進出。全ステージ完全制覇を目指す。
第1回ではチャレンジャーは正装で挑戦したが、男性チャレンジャーのベルトのバックルが床に接触して音が鳴ってしまったことから、第2回以降では男女の公平を期す為にチャレンジャー全員がTシャツ、迷彩カラーのズボンを着用し挑戦。第3回以降では上記に加え新型コロナウイルスの感染症対策として迷彩カラー手袋を装着して挑戦。

### 第1回
予選ステージ
5つのエリアを走破する。制限時間は全体で6分。2ndと3rd、3rdと4thの間にブレイクボタンがあり押すことでタイマーを一時停止させ、その間は声を出したりモニタリングルームのバナナマンと会話できる。
- 1st チャイムの細道

ツリーチャイムが敷き詰められた細道を通る。
- 2nd 鈴のトンネル

高さ50cmのトンネルの天井に鈴が敷き詰められており、匍匐前進で通る。
- 3rd ビー玉デリバリー

ボウルの裏に乗せたビー玉を運ぶ。1個でも落とせば敷かれているアクリルで否応なく音が鳴る。途中では段差を越えなければならない。
- 4th 激痛ハーモニカ

ハーモニカを口で加えながら足つぼマットが敷き詰められた道を進む。
- 5th 2本の鍵

しなる棒に2本の金属製の鍵がかかっており、うまく指先で棒をしならせながら1本ずつ鍵を手にし、2本目の鍵を使いドアを開けることができればクリア。
決勝ステージ スリータワードミノ
それぞれ高さ30cm・210cm・150cmの柱の上に厚さ5mmの台座があり、全てに厚さ3mmのドミノを乗せることができれば成功となり金一封獲得。制限時間は1分。特に最後の高さ30cmは地面からの振動が伝わりやすく難関となっている。

### 第2回
「無音の館」を舞台に、プレイヤーは潜入し最深部にある盗まれた設楽の宝を奪還することを目指す。宝を奪還することができたプレイヤーには成功報酬が与えられる。
各エリアのスタートとゴールには「セーフティゲート」が用意されており、この中であれば声を出しても構わない。また、電話を使ってモニタリングルームと交信できる。
1stSTAGE サイレントセキュリティゲート
25m先のセーフティゾーンまで3つのトラップをかいくぐる。制限時間5分。
- チャイムセンサー

張り巡らされた12本のセンサーにツリーチャイム1345本が設置されており、触れたり足音を出さないように進んでいく。
- ダクト

高さ60cm、幅90cmのダクト内を匍匐前進で進む。途中には卵パックが敷き詰められた「音地雷の穴」があり、ロープを使ってその先にある足場板を手繰り寄せる必要がある。ただし、足場板の上には空き瓶2本が転がっており、力加減を間違えればビンが接触し音が鳴る。
- 楽器スパイダーネット

1.5m下にあるベルをフックつきのロープで引き揚げていく。途中には様々な楽器が張り巡らされており、それらに当てないことはもちろん、焦ってベル自体を鳴らさないことも求められる。ベルを引き上げ台座に置くことで2ndステージにつながるセーフティゾーンの入り口のロックが解除されクリアとなる。
2ndSTAGE がちゃがちゃコンベアキッチン
ベルトコンベアから流れてくる金属製の調理器具（フライ返し・やかん・へら・鍋・おたま）をコンベアの上にある9つのハンガーフックにかけていく。ハンガーフックは傾きやすいため、かけかた次第では調理器具同士が接触して音を鳴らしてしまう可能性もある。また、放置すると2m先にあるツリーチャイムに当たってしまい即失格。最後に流れてくるベルを鍵穴に置けばクリア。制限時間1分。
3rdSTAGE 鉄トラップガーデン
スタート地点からベルを持って進み、3つのトラップをかいくぐりゴール地点の鍵穴に置けばクリア。制限時間2分。
- 鉄骨の橋

横揺れが激しい鉄骨製の橋。ベルが揺れるのはもちろん、踏み外せば卵パックを踏み即失格。
- 巨大鉄板振り子

幅30cmの一本橋を渡りながら道中で揺れる3つの振り子を避ける。
- 鉄骨階段

鉄骨製の橋。横揺れに加え段差による縦揺れも生じる。
FINAL STAGE メリーチャイム
ベルを持ちながら回転する4つのメリーチャイムの間にうまく入り、動きながら中央の鍵穴にベルを置いて脱出できれば完全制覇。制限時間1分。

### 第3回
「無音の島」と海賊船を舞台に海賊に盗まれた設楽の宝奪還を目指す。1stSTAGE「無音の島」はジャングルルートと洞窟ルートのどちらかを事前に選択、片方をクリアすると船内に侵入。FINALをクリアすれば宝を奪還できる。
1stSTAGE ジャングルルート
海賊船の鍵となるベルを持ちながら進む。制限時間3分。
- 巨大振り子ハンマー

前回同様の3連振り子ハンマー。さらに前半は幅30cmの一本橋、後半は網の道となっている。
- 音爆弾キャッチ

橋に足を踏み入れると上から爆弾（ボール）が落下。下には一斗缶が敷き詰められているため落としてしまうと失敗は免れない。事前に手に入る3つつながった網(一度ベルを床に置いて網を取り出しても良いが、その後再びベルを持たなければならない)を使い片手にベル、もう片手には網を持った状態で爆弾をキャッチして音を防ぐ。爆弾は真ん中・左・右の順に落下する。爆弾を落とさなくても網の縁に爆弾が接触した音で50デシベルを超えて失格になってしまうこともある。
1stSTAGE 洞窟ルート
同様に海賊船の鍵となるベルを持ちながら進む。制限時間2分30秒。
- 湖に浮かぶ足場・飛び出す壁

湖に浮かぶ足場を渡っていく。落下すると水の代わりに卵パックが待っており即失敗。また渡り始めると3枚の壁が飛び出し、12秒で完全に封鎖される。封鎖はもちろん焦りすぎてベルを鳴らしたり、壁との接触にも注意が必要。
- 断崖絶壁

細い足場を崖伝いに進む(崖は合成で作られている)。無論落下すれば即失格。途中突き出た板にベルを置くことも可能。ただし、吊るされた鉄パイプや鎖同士の接触でも50デシベルを超える恐れは十分にある。
2ndSTAGE 海賊船潜入
海賊船の中に入り2つのトラップを超える。最後に置かれているずれたベルを鍵穴にはめればクリア。制限時間4分。
- 一輪車&回転燭台

財宝が無造作に積まれた一輪車が道をふさいでおり、4m進めてフックに固定させる。ただし途中にある回転する燭台をすり抜けなければならない。財宝に当たれば大きな音が鳴り即失格。
- 恐怖のビントラップ

第2回のダクトと同じ形式だが、引っ張る板が2つに増加されている。前回とは仕様が大幅に異なり、1つ目は2本のビンが乗った板を引っ張るが、大きな段差の上に板があり、天井が無いためうつ伏せではなく前かがみでロープを引くため姿勢は楽だが、くぐる途中にもツリーチャイムがあるほか、2つ目は下の段差に板があるため姿勢を低くしなければならず、ビンが3本に増え難易度がアップしている。
3rdSTAGE 鍵ベルを釣り上げろ
第2回の楽器スパイダーネットがパワーアップ。甲板に置かれた宝物庫の鍵となるベルを釣りあげる。制限時間2分30秒。
1.8m下に置かれたベルをフック付きのロープで釣り上げていく。前回とは異なり最初からベルはフックと繋がっているが、真っすぐ釣り上げることは不可能のため3つのエリアを通過して釣り上げられる場所までベルを移動させていかなければならない。
- 極狭スラロームゾーン

狭い道の両サイドに鈴が設置されており、当たらないようにベルを前後に揺らさなければならない。
- 極狭アップダウンゾーン

鉄柵を避けるようにベルを上下に動かさなければならない。さらに頂上の道幅はベルが通過できるギリギリしかない。
- ぐるぐるドラゴンゾーン

ベルを通すことができるドラゴンの頭までベルを旋回させる。ただし、途中には回転する舵がありタイミングを見計らって通過させなければならない。
FINAL STAGE 宝物庫
宝物庫の鍵である鉄球を柵の間から手を伸ばして板を動かし操作する。途中には金属製の財宝があり、接触すれば音が鳴る。また下には鉄板が敷かれており、鉄球が板の外や穴に落下しても失格。道中のスポンジ製のセーフティゾーンをうまく使いながら進めていく。ラストはジャンプ台を使って鍵穴に鉄球を入れるが、フチが一部壊れており、ピンポイントで真ん中に入れなければ鉄球は落ちてしまう。制限時間2分。

### 第4回
前回同様「無音の島」と海賊船を舞台に海賊に盗まれた設楽の宝奪還を目指す。1stSTAGE「無音の島」はチャイムツリールートと回転ベルロードルートのどちらかを事前に選択、クリアするとさらに2ndステージ・3rdステージを順にクリアする「音が出たら負け」に挑むか、クリアすれば一足飛びでFINALに進むことのできる「当たったら負け」に挑むかを選択する。FINALをクリアすれば宝を奪還できる。
1stSTAGE チャイムセンサールート
海賊船の鍵となるベルを持ちながら1200本のチャイムを潜り抜けて進む。ベルはどこに置いても良く、途中にある台も利用して構わない。制限時間2分。
1stSTAGE 回転ベルルート
5mのS字クランクの道をベルを持ちながら進む。道中にはベルがついた回転する棒が2本あり、その間をタイミングを合わせながら進んでいく。2本目は1本目より速く逆回転となっている。制限時間1分。
2ndSTAGE 海賊船潜入
海賊船の中に入り2つのトラップを超える。最後に置かれているずれたベルを鍵穴にはめればクリア。制限時間3分。
- 一輪車&回転燭台

前回とほぼ同じ。財宝の代わりに大量の缶が積まれている。
- 恐怖のビントラップ

第2回のビントラップと同じ。
3rdSTAGE 天秤を運べ
片方に鉄球、もう片方に不安定な缶が積まれた天秤をトラップをかいくぐりながら運んでいき、ゴール地点の台座に置くことができればクリア。制限時間2分30秒。
- 一斗缶またぎ

通路に置かれた一斗缶に触れないように超える。
- 一斗缶通し

上下に一斗缶が設置された60cmの隙間に天秤を通す。
- L字階段

上下の階段と2度の方向転換が複合したエリアを通る。
- チャイムカーテン

高さ140cmに張られたチャイムをくぐる。
2nd&3rdショートカット 武器庫
このエリアではオトマーケがいないため音を出しても構わないが、エリア内に敷き詰められていたり、飛び交うオレンジ色の玉に接触した場合即失格、オトマーケが部屋の外から現れ炭酸ガスを噴射される。両手に盾を持ち玉を防ぎながらスポンジの飛び石を渡っていく。制限時間1分30秒。
- ピンポン弾

左右から1秒に1球のペースでピンポン玉が発射される。
- 18連射弾&巨大鉄球

前方の機関銃からスポンジ製のソフト弾が18連射でプレイヤーを狙う。さらにその直後にプレイヤーめがけて横から巨大な鉄球が襲い掛かる。
- テニスボール弾&18連射弾

体感時速230kmに及ぶテニスボール弾が発射。さらに再度18連射弾が発射される。
FINAL STAGE 宝物庫
前回と同様に鉄球をゴールまで運ぶ。途中にある金属の財宝やセーフティゾーンなどは前回とほぼ同じ場所だが、ゴールの鍵穴の筒が板から離れており、落下場所を見極めて鉄球を落とさなければならない。制限時間2分。

### 第5回
新たにウサギのゲームマスター「ミュート（声:村山輝星）」が案内するアミューズメントカジノが舞台。2人1組で挑み、完全制覇を達成したペアには賞金が与えられる。
1stSTAGE
4つのステージの中からくじで選んだステージに挑む個人戦。ペア2人のうちどちらか1人がクリアすれば2ndSTAGE進出。
- 摩天楼瓶ブリッジ

高層ビルの屋上を舞台としたステージ。前半の「ビンビンボード（これまでの「ビントラップ」同様ダクトを進み、2本の瓶を接触させないようにしながら足場板を引き寄せる）」、後半の「鉄球ボード（板に乗った鉄球を途中にある鉄のリングに当てないようゴールの穴に入れる）」の両方を時間内に成功すればクリア。 制限時間1分45秒。
- ギリギリ!おもちゃお片付け

巨大化した子供部屋を舞台としたステージ。小銭の入った豚の貯金箱とシンバルモンキーが持つタンバリンを指定の引き出しの中に入れてゴールすればクリア。足場を踏み外すとおもちゃを踏んでしまい失格。いくつかの引き出しは自由に開けることができ、足場にしてもかまわない。制限時間2分。タイムアップと同時にサルがタンバリンを叩いてしまい失格。
- ミッション：イスポッシブル

廃工場を舞台としたステージ。キャスターつきの椅子に乗りながら、「鈴バーベル（鈴のついたバーベルを缶の上に持ち上げその下をくぐる）」「ぐるぐるリンリン（回転する鈴つきのバーをタイミングを見ながら突破する）」「カンカンバリケード（道を邪魔する6つの缶を置き直し進む）」を突破。制限時間40秒経過後にボックスから鉄球が落下。その前に網でキャッチすればクリア。タイムアップで一斗缶に鉄球が落下し失敗となる。
- パクパク!キッチンモンスター

キッチンを舞台にしたステージ。第2回の「がちゃがちゃコンベアキッチン」同様鉄製のナイフやおたまやスプーンやフォークやフライパンやワイングラスをフックにかけたり棚に置いていく。最後まで置けないとツリーチャイムの口を持つ「キッチンモンスター」が食べてしまい失格。最後に流れて来る宝石をキッチンモンスターの頭に置くことができればクリア。制限時間は1分。時間内にクリアできないと最後に残るフォークによってツリーチャイムが鳴ってしまい失格。
2ndSTAGE
3つのステージの中からくじで選んだステージに2人で挑む。1stSTAGEを1人クリアしたペアは通常同様50デシベル以上一発でアウトとなるが、2人クリアしたペアは1度ミスしても1回だけそのままリスタートすることができる。
- 触れたら危険!シンクロード

長さ1mのツリーチャイム2本を2人の動きをシンクロさせながらゴールまで運ぶことができればクリア。行く手には「ジグザグロード（上下左右に動かす迷路）」「プロペラロード（回転する2枚のプロペラの合間を縫って動かす）」「観覧車ロード（観覧車の隙間にツリーチャイムを入れて動かす）」が阻む。制限時間2分。
- 背中ぴったんこジャングル

背中を紐で繋がれた状態で動き、道中にある山積みの金貨が入った宝箱をゴールまで運べばクリア。道中には「ジャングルチャイム（しゃがみとまたぎが必要となる2か所のツリーチャイム）」「デンジャラス石板（踏み外すと落ち葉と卵パックを踏んてしまい一発アウト）」「スイングハンマー（振り子ハンマーを避ける）」が待ち構える。制限時間1分30秒。
- お助け!プリズンブレイク

牢屋を舞台に牢獄を開ける鍵を回収し脱出すればクリア。牢屋の周りには看守が落としたさすまた・マジックハンド・指揮棒・モップ・指示棒・釣り竿・網があり、どれを使っても構わない。鍵が入ったボックスは持ち上げることが可能だが、取っ手が4か所あるためバランスよく持ち上げる必要がある。また、鍵の周りにも鈴や手錠などがぶら下がっている。制限時間2分（鍵を差した段階でタイマーストップ・クリア）。
FINAL STAGE ドキドキ!鉄球ルーレット
鉄球が乗ったリング状のルーレットを2人で運び、ゴールの筒に入れることができれば完全制覇。道中にはお盆&段差・シャンデリアの障害物がある。制限時間30秒。

## スタッフ
第5回（2024年8月19日放送分）
- 企画・プロデューサー：野中翔太
- 構成：エモペイ、安齋友朗、下江すなお（安齋・下江→第5回）
- ナレーター：香川伊織、平松修造（日テレアナウンサー）（共に第5回）
- 美術プロデューサー：大川明子、高塚敏史（高塚→第5回）
- デザイン：髙木智恵子、北原龍一（北原→第2回-）
- TM：木村博靖
- SW：福田伸一郎
- CAM：岩永雄允
- MIX：小境健太郎
- VE：竹内萌江（第5回）
- 照明：村上洋平（第2,3,5回）
- CG：古川滋彦、山岸龍（共に第5回）
- バーチャル：清水莉子、柳麗、一戸崇（共に第5回）
- 音効：冨田昌一、松本凌（松本→第5回）（共にNEO）
- 技術協力：NiTRo
- 美術協力：日テレアート
- モニター：ミジェット
- 協力：HIOKI（第1,4回-、第2回は音測定と表記、第3回は日置電機と表記）、LED TOKYO（第5回）、JOL（第5回、第2,3回は一般社団法人JAPAN OUTDOOR LIFEと表記）
- 画像提供：Adobe Stock（第5回）
- EED：橋本治（スタジオWelt）、神志那航（第5回、スタジオWelt）
- MA：森川享祐（第3回-、スタジオWelt）
- TK：坂本幸子、伊村佳恵（伊村→第5回）
- デスク：富重裕子
- 制作進行：大畑沙織（第5回）
- ディレクター：須田真光（BEE OURS、第1回は企画兼務）、長岡新（第2,3,5回、AXON）、稲葉一馬・池田久仁（共に第5回、AXON）、久高唯一（第5回、第4回は久高唯一ウィリーと表記でAD）、前川善郎、川戸涼平、大森遼、マリク紗世武、牧野邦彦/五十嵐慧、古積拡也、佐藤晴香、田中楓果、今井健太、風間頼弥、吉田智洋（共に第5回、大森→第3回はAD、マリク→第4回はAD）
- 監修：藤村潤（第5回、第2-4回は演出）
- 演出：松尾郁弥、大納啓汰（共に第5回）
- プロデューサー：渡邊菜月、山田美穂、佐藤理恵、山本彩加（共に第5回）
- チーフプロデューサー：新井秀和（第5回、第1-4回はプロデューサー）
- 制作協力：AX-ON
- 製作著作：日本テレビ

### 過去のスタッフ
- 構成：池谷勇太（第1-4回）、中野俊成（第2回）、加藤淳一郎（第2-4回）
- ナレーター：平田広明（第1-4回）
- VE：佐久間治雄（第1回）、三橋崇弘（第2-4回）
- 照明：木村弥史（第1回）、小笠原雅登（第4回）
- CG：佐士原愛（第1-3回）、森三平（第2-4回）
- 大道具：山本純樹（第1回）
- アクリル装飾：山田隼人（第1回）
- メイク：yuko miyashita（第1回）
- MA：柳智隆（第1回、スタジオWelt）、神山幸久（第2回、スタジオWelt）
- TK：奈良里美（第2-4回）
- AD：小林和樹、藤井裕太（共に第1-4回）、田中綾、岩崎拓也、柴田隆、上田桃華（共に第3回）、斎藤吉晴、岡森可南子、古井翔大、田口彩奈、内貴郁里、大谷稔貴（共に第3,4回）
- AP：市川義信（第1回）、濱本理子（第2回）、星拓馬、徳江澄夏（共に第3回）、佐藤恵子（第4回）
- ディレクター：宮城雄大（第1回）、池田靖、西田法明（共に第2回）、山田大樹（第2回は演出、第3回はディレクター）、武石一也、山越由貴、馬目雅寿（共に第2-4回）、金誠貴、久保基樹、飯塚菜々子（共に第3回）、八田晃子、重富英夫、川島啓史、小林哲平（共に第4回、八田→第1,3回はAD、第2回はCAD、重富→第2,3回はAD）
- 演出：菊池洋輔（第1回）
- プロデューサー：北詰由賀、徳武真人（第2-4回）、中澤悠太、小澤亜都沙（共に第3回）、嶋嵜太郎、梅村昇平（共に第3,4回、嶋嵜→第2回はAP）
- チーフプロデューサー：納富隆治（第1-3回）、秋山健一郎（第4回）
- 制作協力：BEE OURS（第1-3回）、THE WORKS（第2-4回）、セプテンバー（第3,4回）

## 備考
- 2020年8月28日にシンガポールで開催された「ContentAsia Awards 2020」において、どの国でも理解できる面白さや新型コロナウイルスの影響で番組制作が滞っていた時期にも新作（第3弾）が制作され放送したことが評価され、本番組がテレビフォーマット（バラエティ）部門の最優秀賞を受賞した[2][4]。
- 日本テレビ海外ビジネス推進室によると、既にアメリカやヨーロッパにおいて、本番組のフォーマットによる制作が決定している[4]。